# روزوواستاتین
روزوواستاتین (به انگلیسی: Rosuvastatin)، که با نام تجاری Crestor به فروش می‌رسد، دارویی از دسته استاتین‌ها است که برای جلوگیری از بیماری‌های قلبی عروقی در افرادی که در معرض خطر بالا هستند و برای درمان چربی‌های غیرطبیعی استفاده می‌شود. توصیه می‌شود همراه با تغییر در رژیم غذایی، ورزش و کاهش وزن استفاده شود. شواهد واضح از مزایای استفاده از استاتین همراه با عوارض جانبی بسیار کم یا اثرات طولانی مدت باعث شده است که این دسته به یکی از داروهای رایج در آمریکای شمالی تبدیل شود. این دارو به صورت خوراکی تجویز می‌شود.
عوارض جانبی شایع شامل درد شکم، تهوع، سردرد و دردهای عضلانی است. عوارض جانبی جدی ممکن است شامل رابدومیولیز، مشکلات کبدی و دیابت باشد. استفاده در دوران بارداری ممکن است به کودک آسیب برساند. مانند همه استاتین‌ها، رزوواستاتین با مهار HMG-CoA ردوکتاز، آنزیمی که در کبد یافت می‌شود و در تولید کلسترول نقش دارد، عمل می‌کند.
روزوواستاتین و سایر داروها از دسته داروهای استاتین از جمله آتورواستاتین، پراواستاتین، سیمواستاتین، فلوواستاتین و لوواستاتین گزینه‌های خط اول برای درمان دیس لیپیدمی هستند. که شامل حمله قلبی، آترواسکلروز، آنژین صدری، بیماری عروق محیطی و سکته مغزی می‌شود، به یکی از علل اصلی مرگ و میر در کشورهای با درآمد بالا و یکی از علل اصلی بیماری در سراسر جهان تبدیل شده است.
روزوواستاتین در سال ۱۹۹۱ ثبت اختراع شد و برای استفاده پزشکی در ایالات متحده در سال ۲۰۰۳ تأیید شد.این دارو به عنوان یک داروی ژنریک نیز موجود است. در سال ۲۰۱۸، این دارو با بیش از ۳۴ میلیون نسخه، بیست و نهمین داروی رایج در ایالات متحده بود است.
در حالی که همه داروهای استاتین از دیدگاه بالینی به یک اندازه مؤثر در نظر گرفته می شوند، روزوواستاتین قوی ترین آنها در نظر گرفته می شود. دوزهای ۱۰ تا ۴۰ میلی گرم روزوواستاتین در روز در مطالعات بالینی منجر به کاهش ۴۵٫۸ تا ۵۴٫۶ درصدی در سطح کلسترول LDL می شود که تقریباً سه برابر قوی تر از تأثیر آتورواستاتین بر کلسترول LDL است.

## موارد منع مصرف
موارد منع مصرف روزوواستاتین تا حدودی شبیه سایر استاتین‌ها می‌باشد و شامل موارد زیر است:
- نارسایی‌های کبدی و کلیوی
- سابقه ابتلا به سکته‌های هموراژیک
- بارداری و شیردهی
- حساسیت مفرط به سایر استاتین‌ها
- رابدومیولیز
- پانکراتیت و فارنژیت
- اسهال و استفراغ
- سردرد
- کاهش وزن
- بی‌اشتهایی و دردهای شکمی

در بین موارد بالا سردرد، سرگیجه، بی اشتهایی و اسهال از جمله شایع‌ترین عوارض روزوواستاین می‌باشد و بقیه عوارض آن کمتر شایع هستند.

## پیوند به برون
- "Rosuvastatin". Drug Information Portal. U.S. National Library of Medicine.